# Lorenzo Pucci
Lorenzo Pucci (né le 18 août 1458 à Florence, et mort à Rome le 16 septembre 1531) est un cardinal italien du XVIe siècle. Il est le frère du cardinal Roberto Pucci (1542) et l'oncle du cardinal Antonio Pucci (1531).

## Biographie
Lorenzo Pucci est issu d'une ancienne et puissante famille de Florence alliée des Médicis.
Il étudie le droit, et obtient un doctorat utroque jure, c'est-à-dire à la fois en droit civil et droit canon. Il est ensuite notamment professeur à l'université de Pise, chanoine au chapitre de Florence, et clerc à la chambre apostolique. En 1509 il est élu évêque coadjuteur de Pistoia, évêque en 1518. En 1513 il est nommé administrateur de Melfi. Il participe au cinquième concile du Latran et devient secrétaire privé de Léon X à partir de 1513.
Le pape Léon X le crée cardinal lors du consistoire du 23 septembre 1513. Il prend le titre de cardinal des Quatre-Saints-Couronnés. En 1513 et 1514 il est administrateur apostolique du diocèse de Vannes, entre 1514 et 1519 administrateur d'Amalfi, en 1519 administrateur de Montefiascone et de 1522 à 1523 administrateur de Capaccio. Pucci est camerlingue du Sacré Collège en 1518 et 1519 et pénitencier général de 1520 à 1529.
Le cardinal Pucci est accusé de détournements et de péculat et on lui reproche d'être responsable du prédicat de Martin Luther contre les indulgences, dont Pucci faisait un commerce scandaleux. Cette conduite le rend odieux et il est obligé de donner de rendre des comptes pendant le pontificat d'Adrien VI. Clément VII, élu en 1523, Florentin comme lui, le rétablit dans ses fonctions antérieures.
Laurenzo Pucci fut  un grand mécène. Raphaël et Michel-Ange bénéficièrent de commandes de sa part.

## Succession apostolique
Lorenzo Pucci a ordonné les évêques suivants :
- Évêque Giuliano Dati (1518)
- Archevêque Girolamo Planca (1519)
- Évêque Girolamo Ghianderoni (1519)
- Évêque Manilius Rallo (1519)
- Évêque Giovanni de Morellis de Bitonto, O.F.M. (1520)
- Évêque Giangiacomo di Gambarana (en) (1521)
- Archevêque Alfonso Sforza (1523)
- Évêque Girolamo Balbi (1523)